# قطعنامه ۱۶۵۰ شورای امنیت
قطعنامه ۱۶۵۰ شورای امنیت سازمان ملل متحد که در تاریخ ۲۱ دسامبر ۲۰۰۵ تصویب شد، سندی بین‌المللی دربارهٔ بررسی وضعیت بوروندی است. این قطعنامه طی نشست ۵۳۴۱ام با ۱۵ رای موافق، ۰ مخالف و ۰ ممتنع تصویب شد.